# Belair (linie lotnicze)
Belair – nieistniejące szwajcarskie czarterowe linie lotnicze.
W 2017 roku linia zakończyła działalność.

## Flota
(według stanu na czerwiec 2010):
- 2 Airbus A319-100
- 7 Airbus A320-200

Uprzednio na stanie były m.in.: Boeing 757-200 (2 sztuki) oraz jeden Boeing 767-300ER.

## Historia firmy
W dziejach szwajcarskiego lotnictwa istniały trzy linie lotnicze o nazwie Balair, z czego ostatnia zmieniła nazwę na Belair. Nie można też zapominać, iż w latach 1991 – 1999 posługiwały się tą nazwą białoruskie linie Belavia.
W latach 1925 – 1931 istniała firma lotnicza Balair Basler Luftverkehr AG, która po połączeniu z Ad Astra Aero utworzyła znany Swissair. Druga firma o nazwie "Balair" powstała w 1953 jako szkółka lotnicza. Z czasem rozwinęła się w firmę czarterową współpracującą ze Swissair`em. W 1959 Swissair wykupił 40% udziały w Balair i wykonywał loty czarterowe właśnie pod nazwą Balair. Od lat osiemdziesiątych Swissair był większościowym udziałowcem i w 1993 doszło do połączenia Balair`u ze spółką Compagnie de transport aérien – CTA (która powstała na bazie upadłej Société anonyme de transport aérien) w jedną firmę BalairCTA.
Od 2001 roku, po upadku Swissair`a BalairCTA zmieniło nazwę na Belair, a ściślej na Belair Airlines AG. Od 2007 ściśle kooperuje z liniami Air Berlin.